# John Bulaitis
John Bulaitis (26 juin 1933 – 25 décembre 2010) est un prélat lituanien de l'Église catholique qui a servi dans le service diplomatique du Saint-Siège. Il a exercé des mandats en tant que nonce apostolique dans plusieurs pays entre 1981 et 2008.

## Biographie
Né à Londres, Royaume-Uni, Bulaitis est ordonné prêtre pour le diocèse de Kaišiadorys, Lituanie, en 1958.
Pour se préparer à une carrière dans le service diplomatique, il intègre le programme d'études à l'Académie ecclésiastique pontificale en 1961.

## Carrière diplomatique
En 1981, il est nommé archevêque titulaire de Narona (de) et nonce apostolique au Tchad (en) et pro-nonce apostolique en République centrafricaine et au Congo. Le 11 juillet 1987, il est nommé nonce apostolique en Iran (en).
Le 30 novembre 1991, il est nommé pro-nonce apostolique en Corée du Sud (en) et il est en outre nommé nonce apostolique en Mongolie (en) le 8 septembre 1992
Il est nommé nonce apostolique en Albanie (en) le 25 mars 1997